# Jô Bilac
Giovanni Ramalho Bilac, mais conhecido como Jô Bilac (Rio de Janeiro, 27 de setembro de 1985), é um dramaturgo brasileiro.

## Biografia

### Carreira
Começou a estudar atuação na Escola de Teatro Martins Pena, no Rio de Janeiro. “Conheci os autores na biblioteca, mas foi fundamental me aproximar dos atores para descobrir como eles pensam os personagens e o espaço, para perceber a construção de dentro para fora”, diz ele.

Aos 18 anos escreveu sua primeira peça Os Mamutes que se tornou um grande sucesso nacional, sendo a peça mais encenada no brasil atualmente. Com 19 anos quando escreveu 'Sangue em caixa de areia'. Pelo trabalho recebeu o prêmio de destaque carioca como melhor autor. Dois anos depois, em 2006, fez “Bruxarias Urbanas”, sua primeira montagem profissional. A partir daí não parou mais, revezando-se entre escrever dramaturgia, direção e curadoria dos teatros da rede pública do Rio de Janeiro. 
“O teatro é cada vez mais, para mim, onde podemos rever nossa própria história e nossa condição humana. Esse paradoxo entre vida e morte me move muito”. 
Como palestrante convidado Jô foi ao Salão do livro em Paris, França; Feira do Livro em Frankfurt, Alemanha; Feira do Livro em Gotemburgo, Suécia; Festival Ibero Americano Bogotá, Colômbia; Literatura e Arte de Bolonha, Itália; Dramaturgia Mundial Universidade de NY, EUA; Publicação Internacional em Yale, EUA, FLUP Museu MAR RJ.
Trabalhou como roteirista na GNT e atualmente é roteirista criador na Rede Globo da série Segunda Chamada com protagonismo de Débora Bloch. Estreou em 2019, livremente inspirada em sua peça de teatro de maior sucesso no Brasil: "Conselho de classe".
O jovem autor é o mais premiado no Brasil, encenado por grandes nomes como Bia Lessa, Monique Gardenberg, Marco Nanini, Daniela Thomas. É considerado o dramaturgo da sua geração por Fernanda Montenegro.
Jo Bilac rodou o brasil do acre ao rio grande do sul dando palestras pelo CCBB e o Sesc. Também palestrou ma europa, américa latina e américa do norte. Atualmente ele é o autor mais premiado e mais traduzido.

#### Companhia Teatro Independente
É integrante fundador da Companhia Teatro Independente, criada em 2006, conjuntamente a Carolina Pismel, Júlia Marini, Paulo Veslings e Vinicius Arneiro. O primeiro produto da companhia foi a esquete “CACHORRO!”, vencedora do I Mercadão Cultural - RJ nas categorias "Melhor Esquete" e "Melhor Direção". O esquete deu origem ao primeiro espetáculo do grupo, o também intitulado “CACHORRO!”. Estreado em outubro de 2007 no Espaço Sesc, a peça ficou em cartaz um ano no projeto "Repertório" no Teatro Maria Clara Machado (Planetário da Gávea), “CACHORRO!” recebeu a indicação ao Prêmio Shell 2007 de Melhor Direção.
Ainda em turnê, o espetáculo já percorreu 60 cidades do país e ultrapassou 200 apresentações. Tendo também passado por festivais como o FIT - São José do Rio Preto (SP), FITA - Angra dos Reis (RJ), Festival Nacional de Recife, Mostra Cariri - CE 2008, entre outros. "REBÚ", segundo espetáculo da Companhia foi contemplado pela lei de fomento através da Secretaria de Cultura do Estado do Rio de Janeiro, estreou na sede da Cia. dos atores no Rio de Janeiro e participou da mostra oficial do Festival de Teatro de Curitiba 2010, FIAC Bahia, Festival de Florianópolis, Festival Nacional de Recife, Mostra SESC Cariri de cultura 2010, FITA Angra e Mostra Outubro no Teatro de João Pessoa. Além de duas temporadas simultâneas e bem recebidas pelo público e pela crítica no eixo Rio- São Paulo em Junho e Julho de 2010. Estreou em Outubro no CCBB RJ "CUCARACHA", outro espetáculo da companhia.
Em 2023 no CCBB a Cia estréia o espetáculo Pá de Cal, sucesso de público e crítica. E em 2024, Caravana Alucinada com direção do renomado Paulo de Moraes.

## Obras
Seus livros já foram adotados por escolas e universidades como UNIRIO e USP. "Os Mamutes", "Savana Glacial", "Conselho de Classe", "Beije minha lápide", "Cachorro!", "Rebú", "Insetos", "P.I", são algumas obras de sucesso, que consolidam o autor como nova referência intelectual na dramaturgia brasileira.

### Série de TV
- 2014-2015 - "Vizinhos” (GNT), direção de Luiz Villaça
- 2019-2021 - "Segunda Chamada” (TV Globo), adaptação da sua peça teatral “Conselho de classe“ [6]
- 2020-2021 - "5 x comédia" (Amazon), direção Monique Gardenberg

### Teatro
- 2025-2026 - Férias (direção de Kiki Dias e Débora Lamm, já ultrapassados 25.000 espectadores);
- 2024 - Caravana Alucinada (Teatro Caixa Cultural, direção Paulo de Moraes
- 2023 - Ray Lux (Companhia de Teatro Independente, direção Paulo Verlings);
- 2021-2022 - Durante a pandemia houveram várias peças online;
- 2020 - Pá de cal - Ray Lux (Companhia de Teatro Independente, direção Paulo Verlings);
- 2019 - Hoje não saio daqui (Companhia Marginal, direção Isabel Penoni);
- 2018 - A menina e o pote (direção Fernanda Bonde);
- 2018 - P.I. Panoramica insana (direção Bia Lessa);
- 2018 - Insetos (direção Rodrigo Portella);
- 2017- Fatal (direção Guilherme Leme);
- 2017 - Enterro dos ossos (direção Sandro Pamponet);
- 2016 - Rio diversidade (direção Ivan Sugarhara);
- 2016 - 5 x comédia (direção Monique Gardenberg e Hamilton Vaz Pereira);
- 2016 - Fluxorama (direção Monique Gardenberg);
- 2015 - Infância, Tiros e Plumas (direção Inez Viana);
- 2014 - Beije Minha Lápide (direção Bel Garcia com Marco Nanini);[2]
- 2013 - Fluxorama (direção Rita Clemente);
- 2013 - Conselho de Classe (direção Suzana Ribeiro e Bel Garcia);[7]
- 2013 - Petit Monstre (direção Sandro Pamponet);
- 2013 - Caixa de Areia (direção Sandro Pamponet);
- 2012 - Cucaracha (direção Viniciús Arneiro);[8]
- 2012 - Os Mamutes (direção Inez Viana);[9]
- 2011 - Não é Mera Coincidência (direção Maria Maya);
- 2011 - O Gato Branco (direção João Fonseca);
- 2011 - Alguém Acaba de Morrer Lá Fora (direção Pedro Nershilin);
- 2011 - Serpente Verde Sabor Maçã (parceria com Larissa Câmara);
- 2010 - O Matador de Santas (direção Guilherme Leme);
- 2010 - Savana Glacial (direção Renato Carrera);
- 2009 - Rebú (direção Vincius Arneiro);[10]
- 2008 - Limpe Todo O Sangue Antes Que Manche O Carpete (direção Eric Lenate);
- 2007 - Cachorro! (direção Felipe Abib);
- 2007 - 2 para Viagem (parceria com Miguel Thiré e Mateus Solano);
- 2007 - Desesperadas (direção Sandro Pamponet);
- 2006 - Bruxarias Urbanas (direção Vinicius Arneiro).

### Montagens internacionais
- "Fluxorama", Londres, Inglaterra;
- "Fluxorama", NY, EUA, Suécia;
- "Rebú", Londres, Inglaterra;
- "Rebú", Bogotá, Colômbia;
- "Rebú", Estocolmo, Suécia;
- "Savana Glacial", Bogotá, Colômbia;
- "Savana Glacial", NY, EUA;
- "Cucaracha", NY, EUA;
- "Flor carnívora", NY, EUA;
- "Flor carnívora", Londres, Inglaterra;
- "Reforma Política", Portugal;
- "Popcorn", Portugal

### Roteiro
- 2015 - Vizinhos - direção Luiz Vilaça (série GNT protagonismo de Bianca Bynton);
- 2013 - Coração na Boca - direção Vitor Levy (curta-metragem com Elisa Pinheiro e Pablo Sanábio);
- 2018 - Paraíso perdido - direção Monique Gardemberg (Longa metragem consultoria de roteiro com Erasmo Carlos, Seu Jorge e grande elenco);
- 2019 - Segunda chamada (série Rede Globo);
- 2020 - Olhos de cachoeira com Antônio Pitanga;
- 2021 - 5X comédia "Cinderela" (Série Amazon).

### Livros Publicados
- 2019 - Antologia do Teatro negro (FUNARTE)
- 2018 - O gato branco (em italiano)
- 2018 - Insetos
- 2016 - Fluxorama (em inglês)
- 2015 - Mamutes
- 2015 - Infância, Tiros e Plumas
- 2014 - Conselho de Classe
- 2013 - Rebú (em espanhol, sueco, francês e inglês)
- 2012 - Savana Glacial (Universidade Nacional da Itália e Yale, Eua)
- 2012 - Alguém Acaba de Morrer Lá Fora
- 2010 - Teatro a la carte

## Crítica
Rodrigo Monteiro, crítico teatral, escreveu:
"Mais uma vez, Bilac oferece excelentes diálogos e uma construção dramatúrgica não linear que, para quem está acostumado com narrativas mais contemporâneas, tem, em sua forma, muito mais a dizer do que propriamente no conteúdo. O jogo de palavras no diálogo, a sua organização fala após fala, com pontos de virada específicos traduzem em conjunto o ponto de vista do autor sobre os personagens: eles não estão ali por acaso, simplesmente contando uma “historinha”, mas têm funções bem definidas e com vários níveis e possibilidades de fruição [...] Suas cortinas se abrem para quem quer desfrutar arte de alta qualidade e oferece, em retorno, além de belos trabalhos estéticos, conteúdo sólido para pensar a vida em relação contrária a simplesmente vivê-la"

## Honrarias
Em 2014 foi homenageado pela Federação FETAERJ e a Secretaria de Cultura com a Mostra Jô Bilac.
Em 2019 seu espetáculo "Hoje não saio daqui" em parceria com a Cia Marginal foi indicado ao prêmio Faz diferença globo, a obra foi encenada no Parque Ecológico da Maré com moradores e angolanos.

### Prêmios / Indicações
- "O matador de Santas" (Prêmio Contigo de melhor autor 2010);
- "Savana Glacial" (Prêmio Shell de melhor autor 2011, indicado APRT 2011, eleito um dos dez melhores espetáculos no RJ pelo Jornal O Globo);
- "Rebú" (APCA/SP indicado melhor autor 2011);
- "Mamutes" (Festival Internacional FITA/2012 melhor autor, prêmio melhor direção Inez Viana, melhor atriz Debora Lam);
- "Limpe todo sangue antes que manche o carpete" (Prêmio de Teatro SP/Cubatão 2012);
- "Fluxorama" (indicado ao prêmio APTR/2013 melhor autor, eleito um do dez melhores espetáculos do ano RJ pelo Jornal o Globo, APCA 2016 melhor autor);
- "Conselho de Classe" (Premio Cesgranrio 2014, melhor autor, APTR, Shell, APCA, FITA, Prêmio Botequim Cultural);
- "Beije minha lápide" (indicado melhor autor APTR 2015, Shell 2015, prêmio de  melhor ator APTR Marco Nanini);
- "5x comédia" (melhor autor Prêmio de humor 2017, prêmio de melhor atriz Thalita Carauta)
- "Fatal" (indicado melhor texto Shell 2016, Cesgranrio 2016);
- "Rio diversidade" (indicado projeto inovação Shell 2017, Prêmio internacional de Teatro Performance Londres 2018);
- "Coração na boca" (prêmio Juri Popular Panorama de Cinema 2012);
- "PI - Panorâmica Insana" (prêmio melhor espetáculo teatral APCA 2018);
- "Insetos" (Prêmio Aplauso Brasil Melhor dramaturgia 2019 e melhor espetáculo, indicação melhor direção Shell/Rj, indicado melhor espetáculo teatral APCA, FOLHA/SP melhores  espetáculos SP);
- "Segunda chamada" (prêmio  APCA de melhor série de tv 2019);
- "Hoje não saio daqui" (Indicada Prêmio Faz Diferença 2019).
- "Férias" (Prêmio de Humor Brasil, melhor direção e melhor espetáculo)